# Kirovskiy Rayon (region i Kazakstan, Östkazakstan)
Kirovskiy Rayon är en region i Kazakstan.   Den ligger i oblystet Östkazakstan, i den östra delen av landet, 600 km öster om huvudstaden Astana.